# Cinara palaestinensis
Cinara palaestinensis är en insektsart. Cinara palaestinensis ingår i släktet Cinara och familjen långrörsbladlöss.

## Underarter
Arten delas in i följande underarter:
- C. p. apulica
- C. p. palaestinensis